# Frans Banninck Cocq
Frans Banninck Cocq (a veces escrito incorrectamente como Banning, 1605-1655) fue el burgomaestre (alcalde) de Ámsterdam a mediados del siglo XVII. Es más conocido como la figura central de la obra maestra de Rembrandt La ronda de noche.

## Biografía

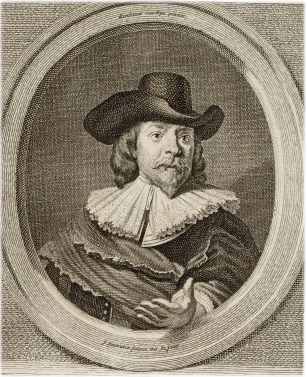
Frans Banninck Cocq.

Frans era hijo de Jan Jansz Cock, un farmacéutico local en Warmoesstraat y Lysbeth Frans Banninck. Fue bautizado el 27 de febrero de 1605 en la cercana Iglesia Vieja. Su padre, nacido en Bremen, se trasladó alrededor de 1592 a Ámsterdam. Como sus padres no estaban casados, provocó un escándalo, pero el 17 de septiembre del mismo año acudieron al ayuntamiento para notar el matrimonio. Ambos eran parientes con Cornelis Hooft. Frans, que parece haber tenido un hermano sordo, estudió derecho en Poitiers y Bourges entre 1625 y 1627. Se convirtió en capitán de milicia después de regresar a Ámsterdam. En 1630 se casó con Maria Overlander van Purmerland, hija de Volkert Overlander (su hermana Geertruid Overlander [1609-1634] estaba casada con Cornelis de Graeff), comerciante y uno de los fundadores de la Compañía Neerlandesa de las Indias Orientales, y algunas veces burgomaestre de Ámsterdam. Cuando su suegro murió, Cocq heredó sus propiedades, incluida una casa en el canal, el castillo de Ilpenstein al norte de Ámsterdam junto con el título de Lord de Purmerland e Ilpendam. Banninck Cocq decoró el salón principal con retratos de los antepasados de su esposa. La pareja no tuvo hijos.

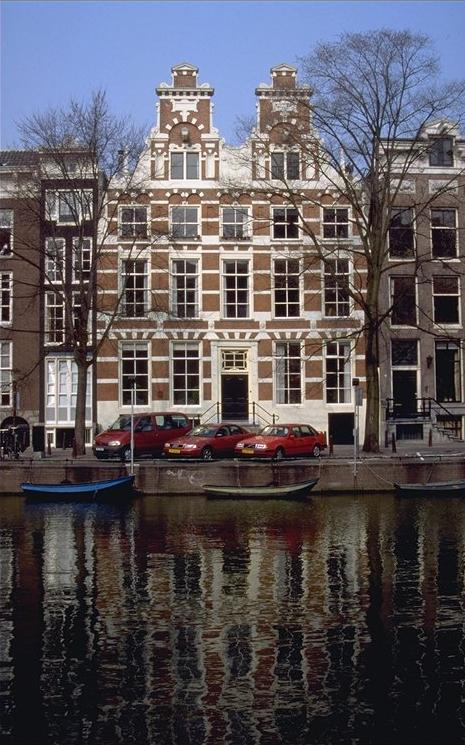
Cocq vivía en De Dolphijn, Singel 140.

burgomaestre (alcalde) de Ámsterdam. Fue asesor de sus cuñados Cornelis y Andries de Graeff. En 1653 fue reelegido.
Banninck Cocq es conocido principalmente hoy por ser representado en un cuadro de Rembrandt encargado en 1638, que muestra a Cocq y su compañía de guardias civiles. Aunque conocido como La ronda de noche (1642), este no es el título original; en ese momento, de hecho, era inusual poner título a las pinturas, pero si de hecho tuviera un nombre, el más correcto sería «La compañía del capitán Frans Banning Cocq y el teniente Willem van Ruytenburch». La pintura destaca, entre otras cosas, por su enorme tamaño: aproximadamente 3,35 m x 4,26 m.

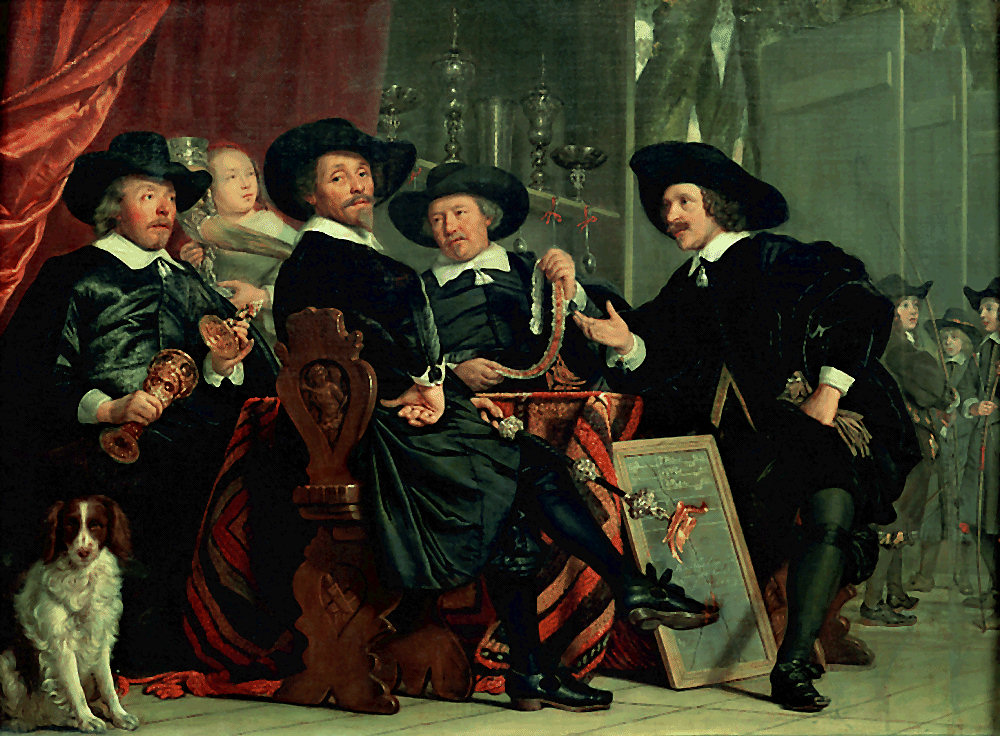
La milicia de tiro con arco de Ámsterdam cuyo santo patrono es san Sebastián, de 1653 por Bartholomeus van der Helst. Cocq está a la izquierda.

Banninck Cocq también está representado en el retrato de Bartholomeus van der Helst de Los gobernadores de la Guardia Cívica del Arco Largo, 1653, ahora en el Museo de Ámsterdam.
Frans Banninck Cocq fue enterrado el 6 de enero de 1655; la capilla de su tumba se encuentra en la Oude Kerk.